# Горна Кула (Конче)
Горна Кула (на македонска литературна норма: Горна Кула) е антична и средновековна крепост, разположена над радовишкото село Конче, Северна Македония.

## Местоположение
Горна кула се намира югоизточно от Конче, в североизточното подножие на дългата планинска верига Серта - Градешка планина. Представлява стръмен и тесен рид, висок 120 m над долината на Крива Лакавица. Има стръмни склонове, оградени с две дълбоки бразди. Старите. пътища от Щип (покрай Лакавица) и от Струмица се свързват при Конче и се изкачват покрай Горна Кула до билото на Градешка през прохода Превалец, а оттам продължават към Демир Капия на югозапад, тоест към Градец и Вардарския път на юг.

## История

### Античност
През Късната античност около върха на хълма е изградена стена със здрав хоросан, ограждаща площ от 85 х 70 m. В южния край, над седловината, се издига издадена кула. Открити са късноантична керамика, питоси, тегули. Крепостта е надзиравала пътища над планинския проход и провинциалната граница между Македония I и II, минаваща през този проход.

### Средновековие
Сред повърхностните находки се среща и късносредновековна керамика. Няма следи от реконструкцията на стената. Старите стени вероятно са били добре запазени през Средновековието и крепостта е била използвана от време на време за контрол на пътищата. В подножието на хълма се е развило неукрепеното селище Конче със значителната църква „Свети Стефан“, обновена в XIV век. В грамотата на Василий II от 1019 година Конце е посочено като енория на Струмишката епископия.